# WiiConnect24

Logo ufficiale

WiiConnect24 era un servizio online disponibile gratuitamente per la console Nintendo Wii. È stato ideato affinché tutti gli utenti della console potessero avere un collegamento 24 ore su 24 alla rete e aggiornare continuamente il Wii anche quando è spento.
WiiConnect24 fu presentata all'E3 2006 e fu la prima caratteristica svelata per la nuova console Nintendo. Al lancio del Wii, avvenuto nel 2006, erano poche le funzioni che necessitavano l'attivazione del servizio, ma con l'aggiunta di nuovi Canali Wii, WiiConnect24 è diventata indispensabile se si vuole usufruire di molte applicazioni presenti sulla console.

## Attivazione
WiiConnect24 è attivabile dalle Opzioni della console. Una volta attivato il servizio, il bottone Power, presente sulla faccia frontale del Wii, si illuminerà di giallo segno che la console è andata in stand-by. Se invece la luce è di colore rosso vuol dire che il servizio è disattivato e non sarà possibile usufruirne. Il servizio è disponibile solo tramite connessione internet, mediante connessione Wi-Fi o connessione LAN via cavo.
Riguardo al consumo, Satoru Iwata, presidente di Nintendo, durante l'E3 2006, ha anche assicurato che la funzione WiiConnect24 consumerà l'energia di una lampadina da 5 watt.
Successivamente, il 27 giugno 2013, il servizio WiiConnect24 è stato disattivato.

## Funzionalità
WiiConnect24 permette di ricevere messaggi, email, trucchi ed altri dati anche mentre non si sta giocando. Alcune delle possibilità offerte da questo servizio sono quelle di ricevere aggiornamenti per il software o per il firmware. Mediante il Canale Wii Shop si possono scaricare giochi attraverso Virtual Console o attraverso WiiWare, oppure nuovi Canali Wii. Dà la possibilità di scambiare i Mii fra due o più console Wii e di votare nei sondaggi proposti nel Canale Vota Anche Tu. Inoltre, la WiiConnect24 aggiorna automaticamente le notizie del Canale Notizie e le previsioni del Canale Meteo. Con la Bacheca Wii si possono inviare e ricevere messaggi dagli amici ove sia stato scambiato il Codice Amico con gli altri possessori della console. Infine, offre la possibilità di navigare su internet mediante il Canale Internet, che sfrutta come browser Opera, una versione appositamente studiata per Wii.

## RiiConnect24
RiiConnect24 è un servizio non ufficiale che sostituisce WiiConnect24. Permette di usufruire di tutte le funzionalità che ha offerto WiiConnect24, tranne quelle riservate alle console giapponesi.

## WiiLink
WiiLink, in precedenza WiiLink24, è un servizio come RiiConnect24 ma usufruisce le funzionalità giapponesi come WiiNoMa (Wiiの間) con traduzioni in altre lingue e permette di averle su altre regioni (USA, Europa).

## RiiConnect24 + WiiLink
Dal 31/12/2023, RiiConnect24 e WiiLink sono stati unificati, distribuendo i servizi come segue:
- Il Canale Meteo utilizza la versione di WiiLink, in quanto fornisce informazioni su più città rispetto alla controparte RiiConnect24.
- Il Canale Notizie utilizza la versione di RiiConnect24.
- Il Canale Nintendo utilizza la versione di WiiLink.
- Il Canale Vota anche tu utilizza la versione di RiiConnect24.
- Il Canale Concorsi Mii utilizza la versione di RiiConnect24.
- Il sistema di messaggi e e-mail invece unifica i server di entrambi i servizi, utilizzando come DNS quello di RiiConnect24.
- I servizi originariamente esclusivi alle console giapponesi sono sempre offerti da WiiLink.